# PGC 214803
LEDA/PGC 214803 ist eine Galaxie im Sternbild Eidechse am Nordsternhimmel, die schätzungsweise 220 Millionen Lichtjahre von der Milchstraße entfernt ist. Gemeinsam mit NGC 7223 bildet sie das gravitativ gebundene Galaxienpaar Holm 788.